# 엔네아드
고대 이집트 종교에서 나오는 엔네아드(그리스어 "Ἐννεάς")는 아홉 신의 집단이다. 그리스 신화의 올림포스 12신과 개념이 비슷하다. 엔네아드는 헬리오폴리스에서 숭배되었으며, 창조신 아툼, 아툼의 자식들인 슈와 테프누트, 슈와 테프누트의 자식들인 게브와 누트, 게브와 누트의 자식들인 오시리스 · 이시스 · 세트 · 네프티스로 이루어져 있다.

## 아홉신과 숭배의식
- 아툼: 최초의 혼돈으로 가득한 심연(아비스)에서 솟아오른 '벤벤'이라는 언덕에서 스스로 존재하게 된 창조신이다.
- 슈 · 테프누트: 아툼이 스스로 낳은(혹은 아툼의 침 또는 정액이 변형된) 공기의 남신과 습기의 여신이다.
- 게브 · 누트: 슈와 테프누트가 낳은 땅의 신과 하늘의 여신이다.
- 오시리스 · 이시스 · 세트 · 네프티스: 게브와 누트가 낳은 4명의 신들이다.

## 그림

아툼
슈
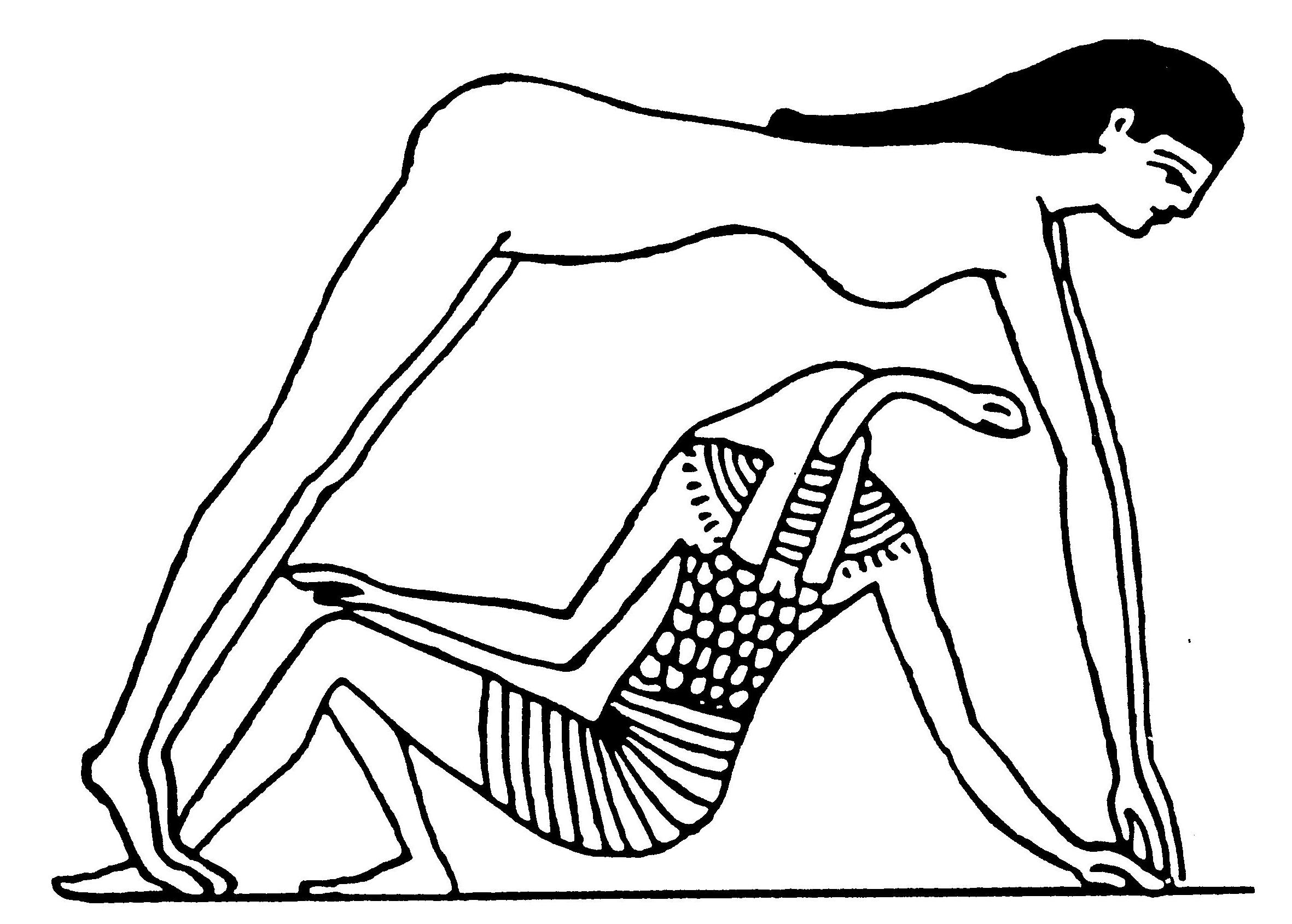
누트와 게브
오시리스
이시스
세트
네프티스

## 같이 보기
- 이집트 신화
- 이집트 창조 신화
- 오그도아드